# Uloborus pictus
Uloborus pictus es una especie de araña araneomorfa del género Uloborus, familia Uloboridae. Fue descrita científicamente por Thorell en 1898.
Habita en Birmania.